# Mobiloptimalizált weboldal
A mobil weboldalak kifejezetten mobil eszközökre – mint a táblagép vagy az okostelefon – készülő, jellemzően alacsonyabb tartalmi minőségű vagy az asztali változattól eltérő funkciót betöltő weboldalak.
Ezek főleg m. kezdetű aldomainek, vagy .mobi-ra végződő domainek, de alkalmazhatnak a weboldal eléréséhez teljesen elkülönülő domainnevet is.

## Előnyei
Egy közkedvelt technológiának, a jQuery JavaScript-könyvtárnak köszönhetően kifejezetten mobilra szánt tartalmat, műveletet és megjelenést hozhatnak létre. A keresőoptimalizálás során is külön koncentrálhatnak a mobileszközökre, külön weboldaltartalomként jeleníthetnek meg tartalmat a világhálón. Mobileszközről indított keresés esetén a mobiloldalak nagyobb eséllyel kerülnek előre a találatok között, hiszen a böngészők már azt is vizsgálják, hogy egy weboldal „mobilbarát” megjelenést biztosít-e. Széles körben kihasználhatják a mobileszközök lehetőségeit és az erre szabott funkciókat, mint névjegykártya-letöltés, útvonaltervezés, hívás indítása (callto:), e-mail-küldés (mailto:), SMS-küldés (smsto:) építhetnek be az oldalba. A felhasznált technológia, a felhasznált képek és elrendezés miatt a betöltődési ideje nagyobb, hiszen a felhasznált sávszélesség jelentősen alacsonyabb, mint egy asztali weboldal esetében. Az asztali változatról történő átirányítás esetén lassabb lehet a betöltődés.
Mobil weboldal létrehozása számtalan módon lehetséges, de néhány ingyenes funkciót biztosító weboldalon pillanatok alatt létrehozható egy mobilra optimalizált webes tartalom.